# Lánský puč

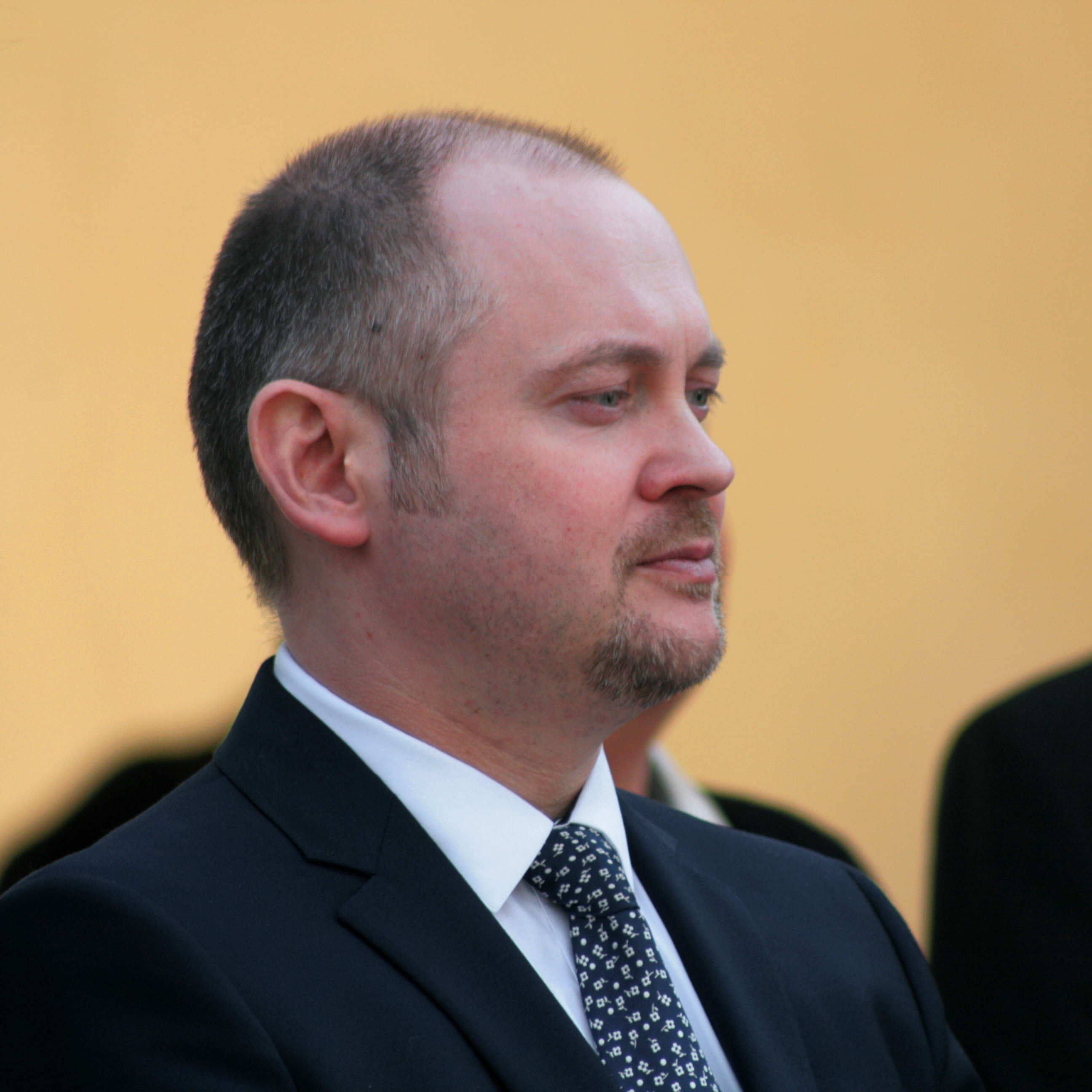
Michal Hašek, bývalý hejtman Jihomoravského kraje

Sousloví „lánský puč“ označuje schůzku, která se odehrála 26. října 2013 na zámku v Lánech po vyhlášení výsledků voleb do Poslanecké sněmovny. Prezident Zeman se zde sešel s vlivnými členy tzv. protisobotkovské frakce ČSSD v čele s Michalem Haškem. Po tomto setkání se frakce pokusila svrhnout předsedu Bohuslava Sobotku. Plán však nevyšel, Sobotka si svou pozici udržel a stal se předsedou vlády.
Z odborného hlediska se o puč nejednalo. Spojení „lánský puč“ je používáno spíše jako mediální zkratka pro výše popsané události. Podle Zdeňka Škromacha se jednalo o provokaci řízenou Milanem Chovancem s cílem odstranit z vedení ČSSD názorové oponenty.

## Příčiny

### Zemanova neúspěšná kandidatura na prezidenta v roce 2003
Při 2. prezidentské volbě v roce 2003 kandidoval Miloš Zeman s podporou části politiků sociální demokracie. Vypadl však již po prvním kole. Po jeho neúspěchu se začalo mluvit o tzv. zrádcích, tj. politicích ČSSD, kteří jej nepodpořili. Mezi ně se řadil například tehdejší ministr financí Bohuslav Sobotka, předseda poslanecké sněmovny Lubomír Zaorálek nebo ministr vnitra Stanislav Gross. Zeman se poté stáhl do ústraní na Vysočinu, kde pobýval až do svého vítězství v prezidentských volbách v roce 2013. Obecně je chápán jako odpůrce Bohuslava Sobotky, Lubomíra Zaorálka či Jiřího Dienstbiera a neskrývá nesouhlas s většinou jejich názorů.

### Volební výsledek a rivalita mezi frakcemi ČSSD
Ve volbách do Poslanecké sněmovny v roce 2013 sice ČSSD zvítězila, ovšem ne tak, jak se předpokládalo. Strana očekávala volební výsledek okolo 30 % hlasů, nakonec ale od voličů získala podporu o deset procent menší – 20,45 % hlasů. Tento výsledek znamenal pro stranu velké zklamání, a proto se hlavní představitelé tzv. protisobotkovské frakce rozhodli provést změny ve vedení strany. Tato příčina je však považována za zástupnou. Důvodem byla spíše dlouholetá rivalita mezi Sobotkou na straně jedné a Haškem a Zemanem na straně druhé. Ostatně podle informací časopisu Respekt se Haškova frakce připravovala na svržení Sobotky delší dobu. Volební výsledek posloužil pouze jako záminka.

## Průběh

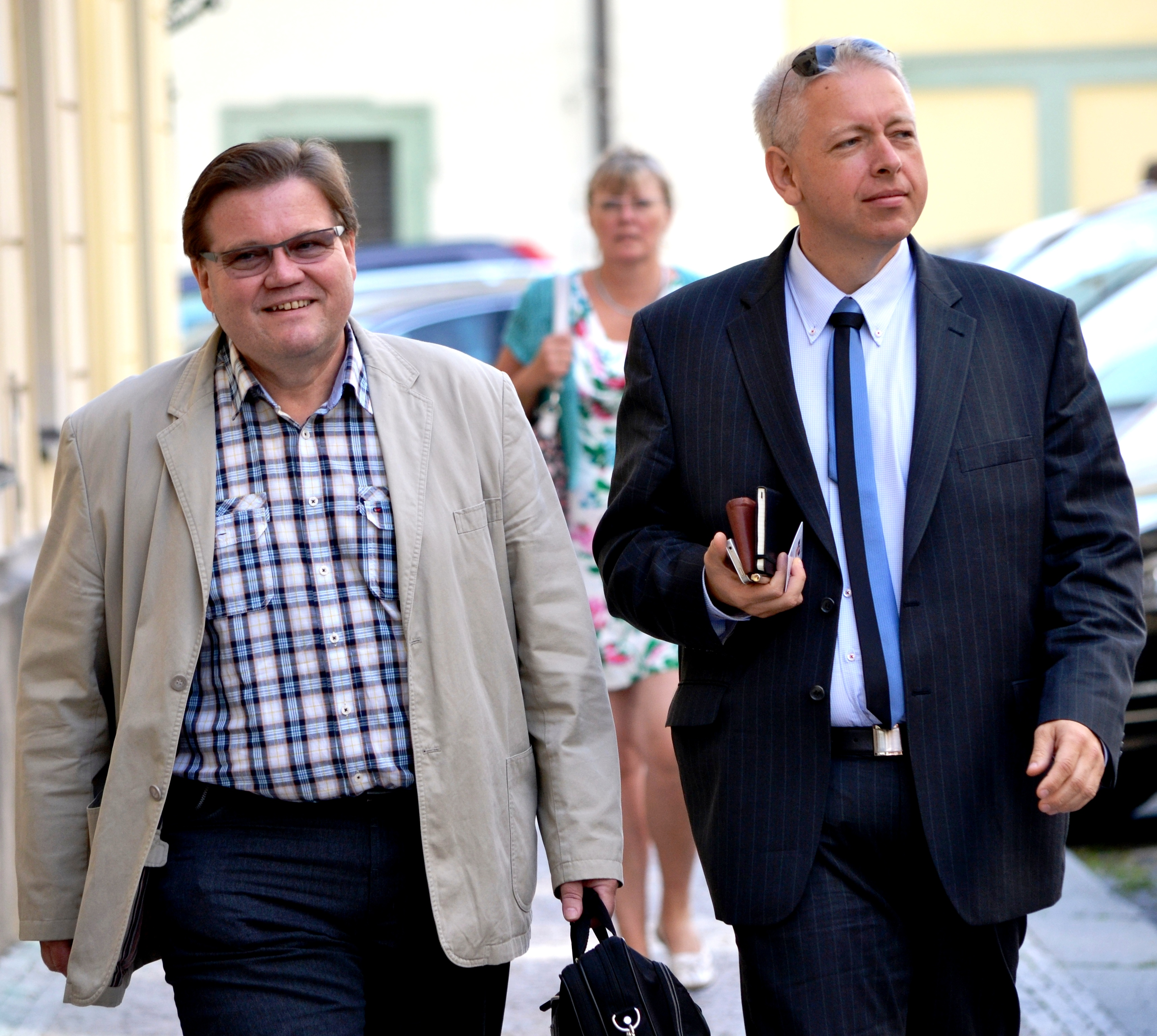
Zleva: Zdeněk Škromach a Milan Chovanec

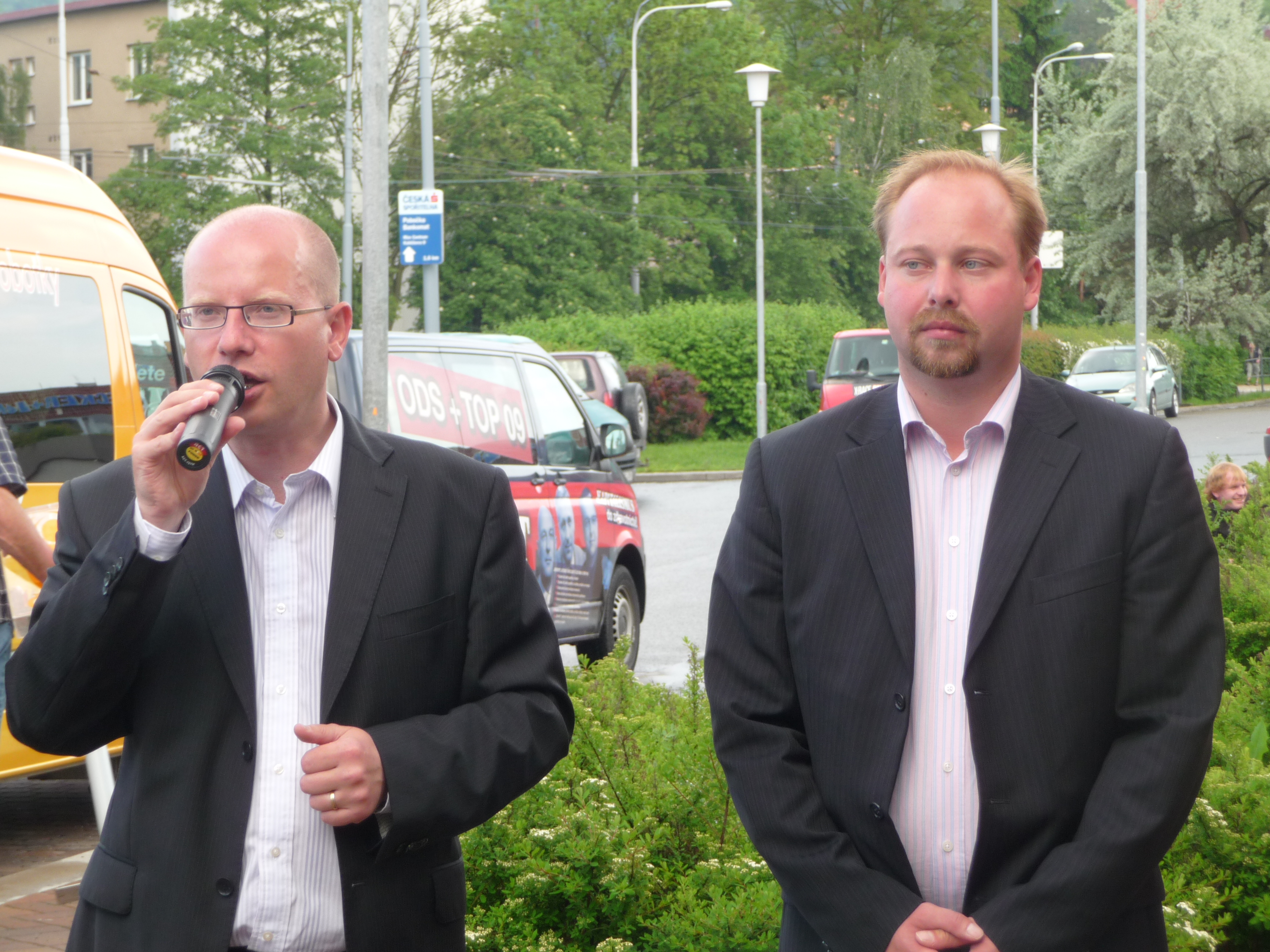
Zleva: Bohuslav Sobotka a Jeroným Tejc

Od vyhlášení předběžných výsledků voleb se diskutovalo o možnosti uzavření koalice mezi vítěznou ČSSD, hnutím ANO 2011 Andreje Babiše a KDU-ČSL. Ještě v sobotu 26. října 2013 večer, tedy v den uzavření volebních místností, se představitelé tzv. protisobotkovské frakce v ČSSD v čele s 1. místopředsedou strany Michalem Haškem sešli na zámku v Lánech s prezidentem Milošem Zemanem, jenž je rovněž považován za odpůrce Bohuslava Sobotky, a jednali o dalším postupu v rámci ČSSD po neuspokojivém výsledku strany ve volbách.
Novinář České televize Vladimír Keblúšek si všiml toho, že členové protisobotkovské frakce nejsou v Lidovém domě, a vyslal reportéry na Pražský hrad a do Lán. Tam se redaktorce podařilo zachytit jednání za rozsvícenými okny, žádné konkrétní politiky ovšem kamera nezachytila. Když se Michal Hašek, Zdeněk Škromach a další vrátili do sídla sociální demokracie, novináři je konfrontovali se zjištěním ČT a ptali se, zda se lánská schůze uskutečnila. Všichni účastníci i prezidentova mluvčí Hana Burianová setkání popřeli.
O den později schválilo předsednictvo ČSSD výzvu k odstoupení Sobotky z čela strany, pro kterou hlasovali mj. účastníci lánské schůzky (Michal Hašek, Milan Chovanec, Zdeněk Škromach, Jeroným Tejc a Jiří Zimola). Sobotka odmítl odstoupit, a tak byl odvolán z týmu pověřeného vyjednávat o koalici, jehož členy se stali Hašek, Chovanec, Tejc a Lubomír Zaorálek. Sobotkův spojenec Jiří Dienstbier popsal postup proti předsedovi strany jako popravu a předseda ANO Andrej Babiš označil dění v ČSSD za destabilizaci politické situace.
Sobotka oznámil, že povede vlastní vyjednávání o vládě, na čemž se domluvil i s Babišem. Na podporu předsedy ČSSD se konala u Pražského hradu demonstrace a Sobotka se na protest proti lánské schůzce nezúčastnil večerního předávání státních vyznamenání na Pražském hradě. ANO a KDU-ČSL se rozhodly, že s vyjednáváním o vládě počkají, až bude vyřešena situace v ČSSD. V úterý 29. října Hašek v pořadu Interview Daniely Drtinové na ČT24 několikrát tvrdil, že se lánská schůzka s prezidentem nekonala, avšak ještě během rozhovoru vyšlo najevo, že lhal. Schůzku totiž potvrdil Milan Chovanec, jehož vyjádření zaznělo na konci pořadu. Hašek se potom odvolával na to, že se s účastníky schůzky domluvili, že nebudou o setkání veřejně hovořit, což Chovanec porušil. Nakonec i on schůzku s prezidentem potvrdil.
Toto vyjádření přidal na svůj facebookový profil Michal Hašek 30. října 2013: „Doposud jsme respektovali společnou dohodu všech účastníků, že o tomto standardním politickém setkání levicových politiků s levicovým prezidentem nad výsledkem voleb nebudeme veřejně hovořit. Vzhledem k tomu, že jeden z účastníků tuto dohodu nedodržel, schůzku potvrzujeme. Kategoricky odmítáme jakoukoli interpretaci této schůzky jako údajné přípravy tzv. puče v ČSSD.“ Jsou pod ním podepsaní i Jeroným Tejc, Zdeněk Škromach a Jiří Zimola. Ospravedlňují jím popírání schůzky v minulých dnech.

## Důsledky
Chovanec dal Sobotkovi k dispozici svou funkci ve vedení strany, ale místopředsedou zůstal. Zimola, Škromach, Hašek a Tejc postupně z funkcí ve vedení odstoupili. Hašek a Tejc však po odstoupení znovu vyzvali k odpovědnosti za výsledek voleb i Sobotku. Prezident Zeman odmítl označení lidí, kteří hlasovali proti Sobotkovi, za pučisty a odmítl další vyjádření k situaci uvnitř strany.
Ústřední výkonný výbor ČSSD 10. listopadu 2013 zrušil usnesení předsednictva vyzývající Sobotku k rezignaci, pověřil jej vyjednáváním o budoucí vládě a potvrdil jeho nominaci na předsedu vlády za ČSSD. Tím se jeho post stal nezpochybnitelným.
Na sjezdu ČSSD v Praze, který se konal v březnu 2015, byl Sobotka potvrzen ve funkci předsedy strany, Milan Chovanec se stal 1. místopředsedou. Žádný jiný účastník lánské schůzky se do předsednictva strany nedostal.
„Věděl jsem, že Sobotka pracuje, že na jednání chodí připravený, že se snaží zapojovat odborné komise, že má systém práce a že hraje jakoby s čistými kartami. Především mi hodně vadilo, že se na grémiu strany i předsednictvu domluvilo, že po volbách bude hlavním vyjednavačem za ČSSD Sobotka a sám Hašek o tom hovořil, že to tak musí být. A najednou, asi za dvacet hodin, bylo vše jinak. Lidé kolem Haška začali říkat, že Sobotka by měl být vyřazen, a já se divil, co se stalo. Potom jsem se samozřejmě dozvěděl o těch Lánech. Takto se politika dělat nemůže,“ uvedl v červnu 2015 předseda Senátu Milan Štěch, který se  během lánského puče postavil na Sobotkovu stranu.